# La estación de los sueños
La estación de los sueños es el decimotercer álbum de estudio de la banda de rock española Medina Azahara, publicado en el año 2005 por la discográfica Avispa Music.

## Historia
El disco fue editado en Japón en 2014, uno de los varios CD de la banda andaluza publicados en el país asiático. Es el último disco en el que participa el bajista José Miguel Fernández, que saldría de la banda en octubre de 2006.

## Lista de canciones
1. "Puente De La Luz" - 2:06
2. "Si Tú No Estás En Él" - 4:14
3. "Lágrimas Al Mar" - 4:22
4. "Volver A Nacer" - 4:19
5. "Al Diablo Con El Cielo" - 3:30
6. "Niña Dime Tú" - 4:03
7. "Sólo Soy Un Tonto" - 4:04
8. "El Sabor De Tu Ausencia" - 4:24
9. "Sólo Momentos" - 4:13
10. "Alcemos Las Manos" - 4:04
11. "Tú Llenas Mi Alma" - 3:50
12. "¿Dónde Está El Pecado?" - 4:18
13. "Yo Le Canto Al Viento" - 3:34

## Créditos
- Manuel Martínez - voz
- Paco Ventura - guitarras
- José Miguel Fernández - bajo
- Manu Reyes - batería
- Manuel Ibáñez - teclados